# زیردریایی یو-۷۵۱

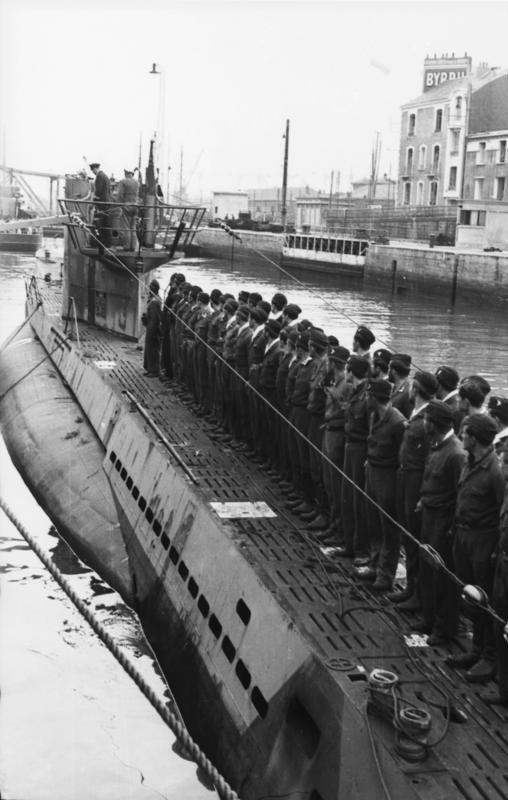
زیر دریایی یو ۷۵۱

زیردریایی یو-۷۵۱ (به انگلیسی: German submarine U-751) یک زیردریایی است که طول آن ۶۷٫۱ متر (۲۲۰ فوت ۲ اینچ) می‌باشد. این زیردریایی در سال ۱۹۴۰ ساخته شد.